# Barton Childs
Barton Childs (29 février 1916 - 18 février 2010) est un pédiatre et généticien américain.

## Biographie
Il est né à Chicago, dans l'Illinois, et est diplômé du Williams College en 1938. En 1942, il obtient son doctorat en médecine de l'Université Johns-Hopkins. Après son service militaire pendant la Seconde Guerre mondiale, il retourne à Johns Hopkins pour une résidence en pédiatrie. Après une bourse au Boston Children's Hospital de Boston, il retourne à l'Université Johns Hopkins en 1949, où il reste jusqu'à sa retraite en 1981. Il reste professeur émérite au Département de pédiatrie de la faculté de médecine de l'Université Johns Hopkins jusqu'à sa mort.
Childs étudie la génétique de l'hyperplasie surrénalienne, du syndrome de Crigler-Najjar et de l'acidémie propionique. Il est connu pour sa collaboration avec William H. Zinkham, qui démontre que le déficit en glucose-6-phosphate déshydrogénase est une maladie génétique récessive liée à l'X. Il est surtout connu pour une collaboration avec Ronald Davidson et Harold Nitowsky, qui démontre l'inactivation aléatoire de l'un des deux chromosomes X dans des cellules femelles de mammifères, un mécanisme de compensation de dose.
Childs est l'auteur de nombreux éditoriaux sur le Conseil génétique, le dépistage génétique et la génétique comportementale. Il est co-auteur de The Metabolic and Molecular Bases of Inherited Disease, publié en quatre volumes. Dans son livre Genetic Medicine: A Logic of Disease, publié en 1999, il soutient qu'à l'avenir, toute médecine, ou théorie médicale, devra être basée sur l'individualité de l'interaction gène-environnement.